# Plumero

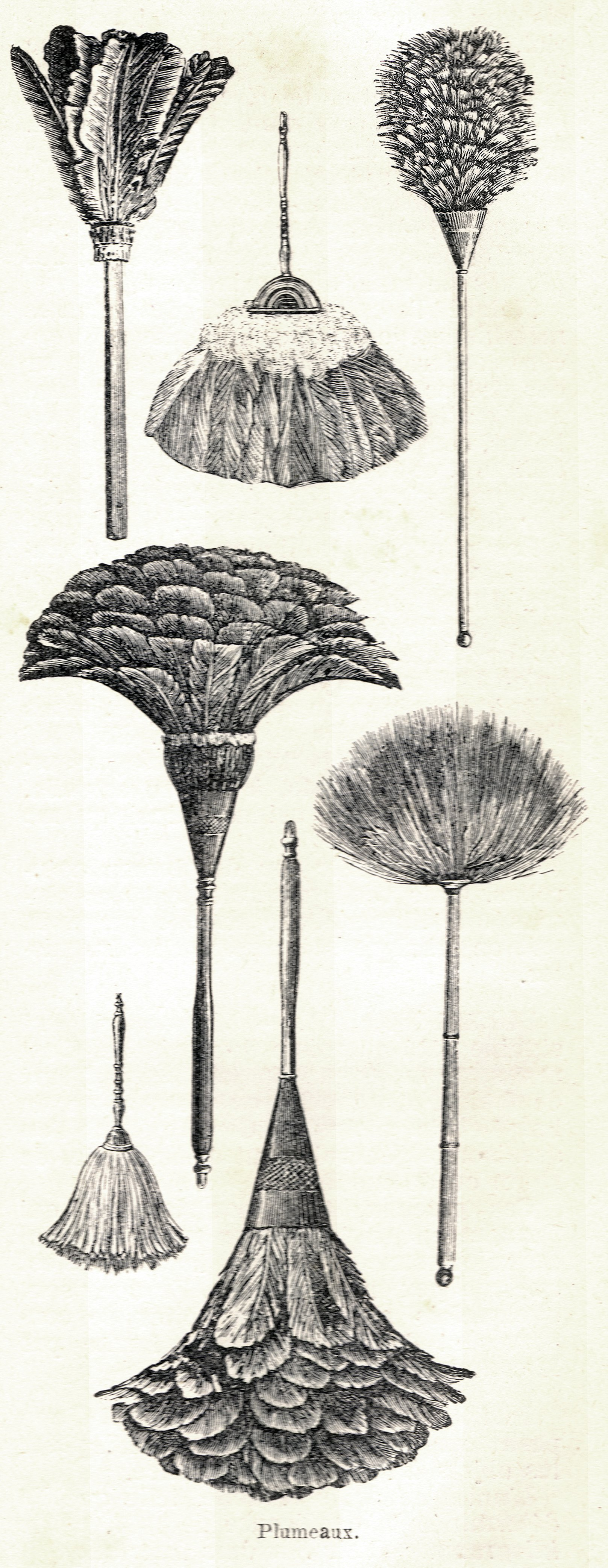
Diferentes tipos de plumeros.

Un plumero es una herramienta utilizada para la limpieza y el aseo doméstico. Generalmente consiste en un palo (tomador) y un extremo al que se le han adherido plumas naturales o artificiales, que forman la superficie para limpiar. Es particularmente útil para quitar el polvo de las superficies.
Algunos de los plumeros modernos están provistos de un mango telescópico, que los hace especialmente útiles para limpiar telarañas y polvo en lugares altos o de difícil acceso, fue inventado en 1870. 
- Datos: Q1061814
- Multimedia: Feather dusters / Q1061814